# Monkey on your back
Monkey on your back is een single van de band The Outsiders. De single is niet afkomstig van een van hun albums.
Monkey on your back is net als de B-kant What’s wrong with you geschreven door gitarist Ronald Splinter en zanger Wally Tax. "Monkey on your back" staat voor hetzelfde als in “rugzakje”. Het zijn problemen, in dit geval drugsverslaving, die je altijd bij je hebt (That's when you even need a shot to get a breeze). Opvallend aan de single is dat de eerste regel van het lied op de A-kant eindigt met de titel van de B-kant.

## Hitnotering
Sinister genoeg werd deze single over drugsverslaving het grootste hitsucces van de The Outsiders. The Beatles met Strawberry Fields Forever, Petula Clark met This is my song en Engelbert Humperdinck met Release me hielden The Outsiders van de eerste plaats af.

### Nederlandse Top 40
| Positie: | 18 | 10 | 9 | 6 | 4 | 4 | 7 | 9 | 13 | 19 | 28 | 28 | uit |

### NederlandseParool Top 20
| Positie: | 15 | 10 | 9 | 8 | 6 | 4 | 6 | 9 | 13 | 20 | uit |

De Belgische BRT Top 30 en Vlaamse Ultratop 30 bestonden nog niet.

### NPO Radio 2 Top 2000
Monkey on your back stond alleen in 2000 in de NPO Radio 2 Top 2000, op plek 1726.